# The Gambler (альбом Кенни Роджерса)
The Gambler — шестой студийный альбом американского кантри-певца Кенни Роджерса, вышедший в 1978 году на лейбле United Artists Group. Продюсером был Ларри Батлер. Диск возглавил кантри-чарты США и Канады и был на 12-м месте в основном хит-параде Billboard Top LPs & Tape; получил платиновую сертификацию в Канаде и США.
В 1979 году получил награду Country Music Association Awards в категории «Альбом год». 
27 февраля 1980 года альбом был номинирован в категории «Лучший альбом года», а за титульную песню «The Gambler» Роджерс получил «Грэмми» в категории «Лучшее мужское вокальное кантри-исполнение».
В 2022 году альбом был включен в список 100 лучших кантри-альбомов всех времён журнала Rolling Stone (№ 94).

## Об альбоме
Альбом получил положительные отзывы музыкальных критиков и интернет-изданий и стал одним из самых популярных дисков певца, он закрепил за Роджерсом статус одного из самых успешных музыкантов 1970-х и 1980-х годов. Альбом был продан в мире тиражом более 35 миллионов копий.
Заглавный трек «The Gambler» был написан Доном Шлицем, который первым его записал в 1976 году. Кавер-версии песни были записаны несколькими другими артистами, но именно адаптация Кенни Роджерса заняла первое место в кантри-чартах и выиграла «Грэмми» в категории «Лучшее мужское вокальное кантри-исполнение». Хотя Джонни Кэш записал песню раньше, но первой в виде релиза была выпущена версия Роджерса. Эта песня и «She Believes in Me» стали поп-хитами, помогая Роджерсу стать известным за пределами музыкальных кругов кантри.

## Список композиций
| №  | Название                                  | Автор(ы)                            | Длительность |
| -- | ----------------------------------------- | ----------------------------------- | ------------ |
| 1. | «The Gambler»                             | Дон Шлиц                            | 3:34         |
| 2. | «I Wish That I Could Hurt That Way Again» | Рэйф Ван Хой, Дон Кук, Керли Путман | 2:55         |
| 3. | «The King of Oak Street»                  | Алекс Харви                         | 4:55         |
| 4. | «Making Music for Money»                  | Алекс Харви                         | 3:10         |
| 5. | «The Hoodooin’ of Miss Fannie Deberry»    | Алекс Харви                         | 4:44         |

| №  | Название                                  | Автор(ы)                 | Длительность |
| -- | ----------------------------------------- | ------------------------ | ------------ |
| 1. | «She Believes in Me»                      | Стив Гибб                | 4:18         |
| 2. | «Tennessee Bottle»                        | Джим Ричи                | 3:59         |
| 3. | «Sleep Tight, Goodnight Man»              | Сэм Лорбер, Джефф Силбар | 2:52         |
| 4. | «A Little More Like Me (The Crucifixion)» | Сонни Трокмортон         | 2:47         |
| 5. | «San Francisco Mabel Joy»                 | Микки Ньюбери            | 3:36         |
| 6. | «Morgana Jones»                           | Кенни Роджерс            | 3:03         |

## Позиции в хит-парадах
| Хит-парад (1978)                   | Высшая позиция |
| ---------------------------------- | -------------- |
| США (Billboard 200)                | 12             |
| США (Billboard Top Country Albums) | 1              |
| Австралия (Kent Music Report)      | 21             |
| Канада (RPM Country Albums)        | 1              |
| Канада (RPM Top Albums)            | 6              |

| Хит-парад (1980)                   | Позиция |
| ---------------------------------- | ------- |
| США (Billboard Top Country Albums) | 3       |
| США (Billboard Top Popular Albums) | 18      |

## Сертификации
| Регион                                                      | Сертификация  | Продажи    |
| ----------------------------------------------------------- | ------------- | ---------- |
| Канада (Music Canada)                                       | 4× Платиновый | 400 000^   |
| Испания (PROMUSICAE)                                        | Золотой       | 50 000^    |
| США (RIAA)                                                  | 5× Платиновый | 5 000 000^ |
| ^ Данные о тиражах приведены только на основе сертификации. |               |            |